# Dan Berglund (basist)
För den sverigefinlandssvenske vissångaren Dan Berglund från Göteborg, se Dan Berglund
Dan Berglund, född 5 maj 1963 i Pilgrimstad i Jämtlands län, är en svensk kontrabasist och jazzmusiker. Han var medlem i gruppen Jazz Furniture som belönades med utmärkelsen Jazz i Sverige 1994. Han har spelat med bland andra Lina Nyberg, och var medlem i Esbjörn Svensson Trio (e.s.t.) 1993-2008. Dan Berglunds senaste musikprojekt går under namnet Tonbruket. I gruppen ingår klaviaturspelaren Martin Hederos från The Soundtrack of Our Lives, trummisen Andreas Werliin från Wildbirds & Peacedrums och gitarristen Johan Lindström från Per "Texas" Johanssons band. 2011 släppte Tonbruket albumet Dig it to the End. Den 14 februari 2012 uppträdde Tonbruket på Grammisgalan på Kungliga Operan tillsammans med Jenny Wilson.

## Diskografi (urval)
- 1992 – Fredrik Norén Band: City Sounds
- 1994 – Jazz Furniture: Jazz Furniture
- 1994 – Lina Nyberg: When the Smile Shines Through
- 1998 – Per "Texas" Johansson: Alla mina kompisar
- 1999 – Peter Asplund: Melos

### Med e.s.t. (Esbjörn Svensson Trio)
- 1993 – When Everyone Has Gone
- 1995 – e.s.t. Live '95
- 1996 – Esbjörn Svensson Trio Plays Monk
- 1997 – Winter in Venice
- 1999 – From Gagarin's Point of View
- 2000 – Good Morning Susie Soho
- 2001 – Somewhere Else Before (samlingsalbum)
- 2002 – Strange Place for Snow
- 2003 – Seven Days of Falling
- 2005 – Viaticum
- 2006 – Tuesday Wonderland
- 2007 – Live in Hamburg
- 2008 – Leucocyte
- 2009 – Retrospective – The Very Best of e.s.t. (samlingsalbum)
- 2012 – 301

### Med Tonbruket
- 2010 – Dan Berglund's Tonbruket
- 2011 – Dig It to the End
- 2013 – Nubium Swimtrip
- 2016 – Forevergreens
- 2018 – Live Salvation
- 2019- Masters Of Fog